# دوتا آندر لرد
دوتا آندرلُردز (به انگلیسی: Dota Underlords) یک بازی ویدئویی به سبک استراتژی است که بین ۱۰ نفر قابل اجرا می‌باشد. این بازی در سال ۲۰۱۹ توسط شرکت ولو به صورت دسترسی زودهنگام و کاملاً رایگان برای پلتفرم‌های مایکروسافت ویندوز، مک‌اواس، اندروید، آیفون و لینوکس عرضه شد، و به صورت رسمی در تاریخ ۲۵ فوریه ۲۰۲۰ در دسترس قرار گرفت. سازنده این بازی پس از موفقیت عنوان Dota Auto Chess اقدام به ساخت این بازی کرد.

## روند بازی
دوتا آندرلردز یک بازی آنلاین چندنفره می‌باشد، که می‌بایست ۱۰ نفر به‌صورت آنلاین از قلعه‌های خود با قهرمانان معروف دوتا ۲ مراقبت کرده و دشمنانی که به قلعه حمله می‌کنند را نابود کنند.

## انتشار
این بازی بعد از Dota 2 Battle Pass 2019 عرضه شد و در ابتدای کار برای فروش و بعدها کاملاً رایگان برای تمامی کسانی که نرم‌افزار استیم رو دارند انتشار گردید.